# Lithiumnitrid
Lithiumnitrid, Li3N,  ist eine chemische Verbindung, die aus Lithium und Stickstoff aufgebaut ist. Neben Li3N sind (bei zum Teil hohen Drücken) mit LiN2, LiN und LiN5 weitere Lithiumnitride bekannt.

## Synthese
Lithiumnitrid wird durch Reaktion von Lithium mit Stickstoff hergestellt. Die Reaktion läuft schon bei Raumtemperatur ab, jedoch sehr langsam, so dass zur Synthese von Lithiumnitrid meist höhere Temperaturen verwendet werden:
{\displaystyle \mathrm {6\ Li\ +N_{2}\ {\xrightarrow {100^{\circ }C}}\ 2\ Li_{3}N} }

## Struktur
Im Lithiumnitrid bilden die Lithiumatome graphitähnliche hexagonale Ringe, in deren Zentrum sich ein Stickstoffatom befindet. Weitere Lithiumatome befinden sich oberhalb und unterhalb des Stickstoffkerns, so dass jeder Stickstoff in einer hexagonal-bipyramidalen Geometrie von acht Lithiumkernen umgeben ist.

## Eigenschaften

### Physikalische Eigenschaften
Lithiumnitrid ist ein feines, rot-braunes Pulver mit einer Dichte von 1,38 g·cm−3 bei Standardbedingungen. Es schmilzt bei 813 °C und ist unter Ausschluss von Feuchtigkeit und Luft stabil.
Lithiumnitrid ist ein guter Ionenleiter.
Die Bildungsenthalpie von Lithiumnitrid beträgt −207 kJ/mol.

### Chemische Eigenschaften
Lithiumnitrid ist eine Superbase, da das N3−-Ion stark basisch reagiert.

Mit Wasser hydrolysiert Lithiumnitrid zu Lithiumhydroxid und Ammoniak.
{\displaystyle {\ce {Li3N + 3H2O -> 3LiOH + NH3}}}
Beim Erhitzen im Wasserstoffstrom bildet sich Lithiumhydrid. Als Zwischenstufen entstehen Lithiumamid (LiNH2) und Lithiumimid (Li2NH).
{\displaystyle {\ce {2Li3N +3H2 -> 6LiH + N2 ^}}}
Beim Erhitzen von Lithiumnitrid mit Metallchloriden bilden sich Lithiumchlorid und das betreffende Metallnitrid.

## Verwendung
In der Metallurgie wird Lithiumnitrid zum Einbringen von Stickstoff in Legierungen verwendet.
Lithiumnitrid wurde auch für die Wasserstoffspeicherung, zum Beispiel für Brennstoffzellen untersucht, da es durch Reaktion bis zu 9,3 Gew.-% Wasserstoff aufnehmen kann. Dabei entsteht neben Lithiumhydrid zuerst Lithiumimid, bevor sich schließlich Lithiumamid bildet. Dabei ist die Reaktion zwischen Lithiumimid Li2NH und -amid LiNH2 reversibel, was einem Massenanteil von etwa 7 % entspricht. Für eine Anwendung sind allerdings die notwendigen Temperaturen von 255 °C noch zu hoch.
{\displaystyle \mathrm {Li_{3}N\ +\ 2\ H_{2}\ \longrightarrow \ Li_{2}NH\ +\ LiH\ +\ H_{2}\ \rightleftharpoons \ \ LiNH_{2}+\ 2\ LiH} }